# Rio Red Deer
O Rio Red Deer (em inglês:  Red Deer River) nasce nas Montanhas Rochosas, no Parque Nacional de Banff, província de Alberta, Canadá. Passa pelo municípios de Red Deer e Drumheller, pelas Badlands canadense, pelo Parque Provincial dos Dinossauros e desagua no Rio South Saskatchewan, já na província de Saskatchewan. Tem cerca de 740 km de extensão.